# Where It Ends
«Where It Ends»  — песня американского кантри-музыканта Бейли Циммермана. Она была выпущена 2 октября 2023 года в качестве четвёртого сингла дебютного студийного альбома Religiously. The Album.
В мае 2024 года она заняла первое место в Country Airplay, получила платиновый сертификат Американской ассоциации звукозаписывающих компаний (RIAA) в США и такой же в Канаде.

## История
Бейли Циммерман написала песню вместе с Грантом Эвериллом и Джо Спаргуром. Джереми Чуа из Taste of Country описал песню как звучащую в стиле кантри-рок с текстом о разбитом сердце.
Циммерман описал песню как отражение «растраченной энергии» при попытке восстановить отношения, которые у него не сложились.

## Коммерческий успех
Песня «Where It Ends» дебютировала на седьмом месте в чарте Billboard Hot Country Songs от 3 сентября 2022 года. Это достижение ознаменовало его как первого исполнителя в истории (с 1958 года, когда был основан кантри-чарт), у которого три дебютные композиции подряд одновременно попали в топ-10 («Rock and a Hard Place», «Where It Ends» и «Fall in Love» были на 6-м, 7-м и 10-м местах в Hot Country Songs одновременно). Песня также дебютировала под номером 32 в Billboard Hot 100, что было достигнуто в основном благодаря потоковому воспроизведению песни, поскольку она ещё не была радиосинглом.
После переиздания в качестве радиосингла она стала четвёртым подряд синглом Циммермана из первой десятки в чарте Country Airplay. В мае 2024 года сингл занял позицию № 1 и стал четвёртым чарттопером Циммермана. Трек следует за песней Циммермана «Religiously», которая лидировала в Country Airplay в течение недели в сентябре 2023 года. До этого «Rock and a Hard Place» доминировал в течение шести недель, начиная с апреля того года; его новый сингл «Fall in Love» господствовал в течение недели в декабре 2022 года.

## Музыкальное видео
Премьера клипа на песню «Where It Ends» состоялась 1 сентября 2022 года. Клип продолжает предыдущий клип на песню «Rock and a Hard Place», в котором Циммерман едет к дому своей бывшей девушки, чтобы забрать свои вещи, а затем вырывается из её дома, заявляя, что на этом наши отношения заканчиваются.

## Чарты

### Еженедельные чарты
| Чарт (2024)                          | Высшая позиция |
| ------------------------------------ | -------------- |
| Австралия Country Hot 50 (The Music) | 4              |
| Канада (Billboard Canadian Hot 100)  | 21             |
| Канада (Billboard Country)           | 4              |
| Мир (Billboard Global 200)           | 68             |
| США (Billboard Hot 100)              | 32             |
| США (Billboard Country Airplay) ·    | 1              |
| США (Billboard Hot Country Songs)    | 6              |

## Сертификации
| Регион                                                                      | Сертификация  | Продажи   |
| --------------------------------------------------------------------------- | ------------- | --------- |
| Канада (Music Canada)                                                       | 2× Платиновый | 160 000   |
| США (RIAA)                                                                  | Платиновый    | 1 000 000 |
| Данные о продажах + прослушиваниях приведены только на основе сертификации. |               |           |